# Jakub Małecki
Jakub Małecki (ur. 25 czerwca 1982 w Kole) – polski pisarz, z wykształcenia ekonomista. Jest autorem powieści obyczajowych m.in. Dygotu, Rdzy, Horyzontu i Święta ognia. Laureat Nagrody im. Cypriana Kamila Norwida za powieść Święto ognia.

## Życiorys
W marcu 2007 roku zadebiutował opowiadaniem Dłonie na łamach magazynu „Science Fiction, Fantasy i Horror”. Kolejne krótkie teksty publikował w „Nowej Fantastyce”, „Magazynie Fantastycznym”, „Lśnieniu”, „Chimerze”, „Miesięczniku Znak”, „Magazynie Pocisk”, „Przekroju” i „Piśmie” oraz wielu antologiach i zbiorach opowiadań.
W 2008 nakładem wydawnictwa Red Horse ukazały się dwie pierwsze książki Jakuba Małeckiego: Błędy, zbiór pięciu opowiadań i tytułowej mikropowieści, tworzące razem fabularną całość, a także powieść Przemytnik cudu.
W latach 2009–2013 wydał trzy powieści (m.in. Dżozefa) i zbiór opowiadań w wydawnictwach W.A.B. i Powergraph. Przekładał również na język polski książki innych autorów, współpracując z wydawnictwami SQN, Prószyński i S-ka, Znak oraz Muza.
W 2015 premierę miała powieść Dygot. Od tego czasu współpracuje z wydawnictwem SQN.
Fragment opowiadania Żaglowce i samoloty znalazł się w podręczniku do języka polskiego dla szkół średnich z 2020.

## Wyróżnienia
Opowiadanie Za godzinę powinna tu być ze zbioru Zaksięgowani zostało nominowane do Nagrody im. Janusza A. Zajdla za rok 2009.
W 2011 roku Małecki otrzymał Śląkfę w kategorii Twórca Roku, a za powieść Dżozef uzyskał drugą nominację do Nagrody im. Janusza A. Zajdla.
27 stycznia 2016 za przekład Listów niezapomnianych na język polski otrzymał Nagrodę za tłumaczenie Książki Miesiąca (maj) w kategorii „epistolografia”, przyznawaną przez Magazyn Literacki „Książki”.
W tym samym roku został laureatem Nagrody Literackiej im. Jerzego Żuławskiego (Złote Wyróżnienie) za powieść Dygot, która była również nominowana do Literackiej Nagrody Europy Środkowej „Angelus” i Poznańskiej Nagrody Literackiej (Stypendium im. Stanisława Barańczaka).
21 lutego 2017 został laureatem stypendium Młoda Polska przyznawanego przez Ministerstwo Kultury i Dziedzictwa Narodowego. W tym samym roku otrzymał nominację do Nagrody Literackiej „Nike” za Ślady, zbiór opowiadań powiązanych ze sobą fabularnie.
W 2018 roku Rdza była nominowana do Nagrody Literackiej ArtRage, rok później plebiscyt wygrało Nic nie idzie.
Powieść Horyzont została uznana Książką Roku 2019 przez Magazyn Literacki „Książki” oraz otrzymała nominację w Plebiscycie Bestsellery Empiku w kategorii Odkrycie Roku 2019.
5 marca 2020 Ślady przyniosły mu wygraną w plebiscycie „Czytający Petersburg” organizowanym przez Centralną Miejską Bibliotekę Publiczną im. Władimira Majakowskiego w Petersburgu w kategorii „najlepszy zagraniczny pisarz, którego książki nie zostały wydane w przekładzie na język rosyjski”.
1 kwietnia tego samego roku został laureatem Stypendium im. Albrechta Lemppa przyznawanego przez Fundację Współpracy Polsko-Niemieckiej, Instytut Książki i Literarisches Colloquium Berlin.
27 grudnia 2020 tłumaczenie powieści Rdza na język niderlandzki znalazło się na pierwszym miejscu rankingu najlepszych książek polecanych przez księgarzy, przygotowanego przez holenderski portal Blendle.
28 czerwca 2021 audiobook na podstawie Saturnina otrzymał Srebro w Nagrodzie Best Audio Empik Go w kategorii Najlepszy Audiobook Lektorski: Epicko.
12 marca 2022 Święto ognia wygrało Plebiscyt Książka Roku Lubimyczytac.pl w kategorii Literatura piękna. Pisarz był również siedmiokrotnie nominowany za: Dygot (2015), Ślady (2016), Rdza (2017), Nikt nie idzie (2018), Horyzont (2019), Saturnin (2020) oraz Sąsiednie kolory (2023).
W tym samym roku tłumaczenie Dygotu na język rosyjski zostało nominowane do Yasnaya Polyana Literary Award przyznawanej przez Muzeum Lwa Tołstoja, Święto ognia zostało uhonorowane Nagrodą im. Cypriana Kamila Norwida, a Saturnin znalazł się na liście pięćdziesięciu najlepszych książek roku według redaktorów belgijskiego czasopisma DeMorgen.
W 2023 roku został nominowany do holenderskiej nagrody Europese Literatuurprijs.
W 2024 roku został nominowany do Literackiej Nagrody Wielkopolskich Czytelników w kategorii Literatura dla dorosłych za Sąsiednie kolory.
W styczniu 2025 roku audiobook powieści Korowód, czytany przez Dawida Ogrodnika, został nominowany do Bestsellerów Empiku w kategorii Audio. Dwa miesiące później Korowód wygrał Plebiscyt Książka Roku Lubimyczytac.pl w kategorii Literatura piękna. Za tę samą książkę Jakub Małecki otrzymał nominację do Literackiej Nagrody Wielkopolskich Czytelników w kategorii Literatura dla dorosłych.

## Twórczość literacka

### Powieści
| Tytuł                    | Wydawnictwo | Rok publikacji   | Uwagi              |
| ------------------------ | ----------- | ---------------- | ------------------ |
| Przemytnik cudu          | Red Horse   | 2008             |                    |
| Dżozef                   | W.A.B.      | 2011             |                    |
| Dżozef                   | SQN         | 2018             | wydanie poprawione |
| W odbiciu                | Powergraph  | 2011             |                    |
| Odwrotniak               | W.A.B.      | 2013             |                    |
| Dygot                    | SQN         | 2015, 2017, 2021 |                    |
| Rdza                     | SQN         | 2017, 2021       |                    |
| Nikt nie idzie           | SQN         | 2018, 2019, 2022 |                    |
| Horyzont                 | SQN         | 2019, 2024       |                    |
| Saturnin                 | SQN         | 2020             |                    |
| Święto ognia             | SQN         | 2021, 2023       |                    |
| Sąsiednie kolory         | SQN         | 2023             |                    |
| Korowód                  | SQN         | 2024             |                    |
| Obiekty głębokiego nieba | SQN         | 2025             |                    |

### Zbiory opowiadań
| Tytuł              | Wydawnictwo | Rok publikacji | Zawartość |
| ------------------ | ----------- | -------------- | --- |
| Błędy              | Red Horse   | 2008           | Opętanie - Jestem królem niczego - Dłonie - Papaver Somnifer - Cyryl - Opowiedz mi swoje życie Błędy Beliar Rydwan Boga |
| Zaksięgowani       | Powergraph  | 2009           | - Szach... - Pan Pianista i czarty - Strach przed Malarzem - Pocałunek Białego Chłopca - Pisarze i mordercy - Wybór - Każdy umiera za siebie - Warszawa - Król Ruger na zbutwiałym tronie - Nic - Oko - Śmierć szklanego Kazimierza - Oszronione palce magików - Czciciele - Za godzinę powinna tu być - Cena drwiny - ... mat |
| Ślady              | SQN         | 2016, 2021     | - Mój - Chwaścior - Reszka - Wydmy - Droga - Senność - Cisza - Wizyta - Szum - Latawiec - Jula - Okna - Dom - Podróż - Olo - Wędrówka - Byczyna - Wierzchołki - Mój |
| Historie podniebne | SQN         | 2019, 2022     | - Żaglowce i samoloty - Idzie niebo - Projekt z dziedziny fizyki kwantowej - Utracone światy Niño Sandovala - Niedaleko - Dom z czekolady - M. Historia podniebna - Trzy zdjęcia i reszta (dodane w drugim wydaniu i audiobooku)                                                                                               |

### Opowiadania
| Tytuł                                                         | Miejsce publikacji                                               | Rok pierwszej publikacji |
| ------------------------------------------------------------- | ---------------------------------------------------------------- | ------------------------ |
| Dłonie                                                        | Science Fiction, Fantasy i Horror 3/2007                         | 2007                     |
| Dłonie                                                        | zbiór opowiadań Błędy, Red Horse 2008                            | 2007                     |
| Cyryl                                                         | Magazyn Fantastyczny 11/2007                                     | 2007                     |
| Cyryl                                                         | zbiór opowiadań Błędy, Red Horse 2008                            | 2007                     |
| Śmierć szklanego Kazimierza                                   | Nowa Fantastyka 11/2007                                          | 2007                     |
| Śmierć szklanego Kazimierza                                   | zbiór opowiadań Zaksięgowani, Powergraph 2009                    | 2007                     |
| Opowieść oszusta                                              | antologia Trupojad. Nie ma ocalenia, Red Horse 2007              | 2007                     |
| Oko                                                           | Nowa Fantastyka 9/2008                                           | 2008                     |
| Oko                                                           | zbiór opowiadań Zaksięgowani, Powergraph 2009                    | 2008                     |
| Każdy umiera za siebie                                        | antologia Nowe idzie, Powergraph 2008                            | 2008                     |
| Każdy umiera za siebie                                        | zbiór opowiadań Zaksięgowani, Powergraph 2009                    | 2008                     |
| Opowieść o złodzieju liter                                    | Lśnienie 1/2009                                                  | 2009                     |
| Płuca w płomieniach                                           | antologia City 1, Forma 2009                                     | 2009                     |
| Pantomima starego niedołęgi                                   | Nowa Fantastyka 2/2010                                           | 2010                     |
| Michał                                                        | Science Fiction, Fantasy i Horror 10/2010                        | 2010                     |
| Radość Hetmana                                                | antologia 11 cięć, Replika 2011                                  | 2011                     |
| Drzypapa                                                      | antologia Herosi, Powergraph 2012                                | 2012                     |
| Dziś mam na imię Agata                                        | antologia Pożądanie, Powergraph 2013                             | 2013                     |
| Sztuka w zaścianku                                            | Nowa Fantastyka 8/2013                                           | 2013                     |
| Wydmy                                                         | Miesięcznik Znak 2/2014                                          | 2014                     |
| Wydmy                                                         | zbiór opowiadań Ślady, SQN 2016                                  | 2014                     |
| Krótka opowieść o dwóch mężczyznach, z których jeden nie żyje | Chimera 2/2014                                                   | 2014                     |
| Utracone światy Niño Sandovala                                | Nowa Fantastyka 6/2014                                           | 2014                     |
| Utracone światy Niño Sandovala                                | antologia Fantastycznie nieobliczalni, SQN 2018                  | 2014                     |
| Utracone światy Niño Sandovala                                | zbiór opowiadań Historie podniebne, SQN 2019                     | 2014                     |
| Zwyczajny gigant                                              | antologia Legendy Polskie, Allegro 2015                          | 2015                     |
| Puch                                                          | Magazyn Pocisk 5-6/2016                                          | 2016                     |
| Puch                                                          | antologia Zabójczy pocisk, Skarpa Warszawska 2018                | 2016                     |
| M. Historia podniebna                                         | Przekrój 03/2017                                                 | 2017                     |
| M. Historia podniebna                                         | zbiór opowiadań Historie podniebne, SQN 2019                     | 2017                     |
| Żaglowce i samoloty                                           | antologia Ojciec. Opowiadania, Ringier Axel Springer Polska 2017 | 2017                     |
| Żaglowce i samoloty                                           | zbiór opowiadań Historie podniebne, SQN 2019                     | 2017                     |
| Idzie niebo                                                   | antologia Inne światy, SQN 2018                                  | 2018                     |
| Idzie niebo                                                   | zbiór opowiadań Historie podniebne, SQN 2019                     | 2018                     |
| Niedaleko                                                     | Nowa Fantastyka 11/2018                                          | 2018                     |
| Niedaleko                                                     | zbiór opowiadań Historie podniebne, SQN 2019                     | 2018                     |
| T.                                                            | Pismo. Magazyn opinii 4/2019                                     | 2019                     |
| Przepis                                                       | Pismo. Magazyn opinii 5/2021                                     | 2021                     |
| Szept                                                         | antologia Szepty, SQN 2022                                       | 2022                     |
| Obiekty głębokiego nieba                                      | Pismo. Magazyn opinii 4/2022                                     | 2022                     |
| Mowa nasza szeleści                                           | Pismo. Magazyn opinii 11/2022                                    | 2022                     |
| Lubiłem                                                       | antologia Czego dusza zapragnie, SQN 2023                        | 2023                     |
| Modlitwy do strzaskanego kamienia                             | antologia Wszyscy razem, SQN 2024                                | 2024                     |
| Młyn                                                          | antologia Półsny, SQN 2025                                       | 2025                     |

### Inne prace
| Tytuł                                      | Wydawnictwo       | Rok publikacji | Uwagi        |
| ------------------------------------------ | ----------------- | -------------- | ------------ |
| Nowe życie                                 | Storytel Original | 2018           | serial audio |
| Pięści i pióra w: Polskie pisanie o boksie | Ebr               | 2021           | reportaż     |

### Przekłady na języki obce
| Utwór            | Język przekładu | Tłumacz             | Tytuł przekładu      | Wydawca          | Rok publikacji |
| ---------------- | --------------- | ------------------- | -------------------- | ---------------- | -------------- |
| Rdza             | niderlandzki    | Karol Lesman        | Roest                | Querido          | 2020           |
| Rdza             | słoweński       | Klemen Pisk         | Rja                  | KUD Sodobnost    | 2020           |
| Rdza             | niemiecki       | Renate Schmidgall   | Rost                 | Secession Verlag | 2021           |
| Rdza             | macedoński      | Ilja Trajkowski     | ’Рѓа                 | Мартина          | 2021           |
| Dygot            | rosyjski        | Denis Viren         | Дрожь                | ACT              | 2021           |
| Dygot            | niemiecki       | Joanna Manc         | Beben in uns         | Secession Verlag | 2023           |
| Saturnin         | niemiecki       | Renate Schmidgall   | Saturnin             | Secession Verlag | 2022           |
| Saturnin         | niderlandzki    | Karol Lesman        | Saturnin             | Querido          | 2022           |
| Sąsiednie kolory | niderlandzki    | Karol Lesman        | Aangrenzende kleuren | Querido          | 2024           |
| Święto ognia     | niemiecki       | Renate Schmidgall   | Das Fest des Feuers  | Secession Verlag | 2025           |
| Święto ognia     | azerbejdżański  | Gülər Abdullabəyova | Od Festivali         | Strauss          | 2025           |

Książki Jakuba Małeckiego mają zostać przełożone również na języki: fiński i hebrajski.

## Adaptacje
18 września 2023 roku premierę na 48. Festiwalu Polskich Filmów Fabularnych w Gdyni miała adaptacja Święta ognia w reżyserii Kingi Dębskiej. W główne role wcielili się Paulina Pytlak, Tomasz Sapryk, Joanna Drabik, Kinga Preis oraz Karolina Gruszka. Film zdobył nagrody za profesjonalny debiut aktorski (Paulina Pytlak) oraz drugoplanową rolę kobiecą (Kinga Preis ex aequo z Agnieszką Kwietniewską za Tyle co nic), a także Złotego Kangura, nagrodę australijskich dystrybutorów filmowych. Premiera kinowa nastąpiła 6 października tego samego roku, w pierwszym tygodniu film obejrzało ok. 50 000 widzów. Produkcja została również nominowana do Polskiej Nagrody Filmowej w kategorii Najlepsza drugoplanowa rola kobieca (Kinga Preis).
W planach jest również film w reżyserii Bodo Koxa na podstawie Horyzontu.